# Heinrich Denzinger
Heinrich Joseph Dominicus Denzinger, född 10 november 1819 i Liège, död 19 juni 1883 i Würzburg, var en romersk-katolsk teolog.
Denzinger blev 1848 professor i Nya Testamentets exegetik och 1854 professor i dogmatik i Würzburg, vars teologiska fakultet genom honom, Franz Hettinger och Josef Hergenröther fick vetenskapligt världsrykte. 
Denzingers huvudarbeten är Vier Bücher von der religiösen Erkenntnis (1856), Ritus orientalium, coptorum, syrorum et armenorum (1863) och det som källsamling betydelsefulla Enchiridion symbolorum et definitionum (1854).